# Roger Mortimer (1er baron Mortimer de Wigmore)
Pour les articles homonymes, voir Roger Mortimer.

Blason familial

Roger Mortimer (1231 – 26 octobre 1282, Kingsland), 1er baron Mortimer de Wigmore, fut un important baron anglais des marches du pays de Galles. Il fut corégent du Royaume d'Angleterre à la mort d'Henri III d'Angleterre.

## Biographie
Il est le fils de Ralph (II) Mortimer († 1246), lord de Wigmore, et de la princesse Gwladys Ddu († 1251). Il était donc petit-fils de Llywelyn le Grand. Il entre en possession de son héritage en 1247, bien que toujours mineur, après le paiement d'une grosse amende.
La même année, il épouse Mathilde de Briouze (ou Maud de Braose), héritière partielle de la famille de Briouze par son père, et de la famille Le Maréchal par sa mère. Roger augmente donc considérablement ses possessions dans le Pays de Galles et devient un membre de premier rang du baronnage anglais.
Après 1255, Llywelyn le Dernier commence à menacer ses possessions galloises, puis s'empare de Gwrtheyrnion et du cantref de Builth et surtout de son stratégique château, ce qui ternit grandement sa réputation.
Il soutient d'abord le mouvement baronnial demandant une réforme de la royauté, mais plus tard devient un familier d'Henri III et son fervent partisan. Dans la guerre civile qui s'ensuit, il joue un rôle de premier plan pour le roi. Il est presque tué à la bataille de Lewes en 1264. En 1265, lors de la bataille de Lewes, il parvient à faire échapper son ami Édouard, le fils du roi qui avait été capturé.
Plus tard la même année, il conduit l'une des trois divisions royalistes à la bataille d'Evesham. Il est chargé de tenir le pont de Begnworth. Durant le combat, le contingent gallois de Montfort s'enfuit vers le pont, et est massacré par les hommes de Mortimer. D'après une chronique anglaise, il aurait lui-même tué Simon de Montfort, le comte de Leicester, qui depuis sa victoire à Lewes était de facto le maître du pays. Il aurait ensuite fait envoyer le corps du vaincu à son épouse, en guise de présent.
Il obtient brièvement le comté entier et l'honneur d'Oxford. En Galles, sa situation stagne. Il devient corégent du royaume à la mort d'Henri III en l'absence du futur Édouard Ier parti à la croisade. En 1276, il mène l'une des trois armées envoyées reconquérir les territoires perdus en Galles.
Décédé le 26 octobre 1282, il fut enterré à l'abbaye de Wigmore avec comme épitaphe :
« Ci-gît, étincelant de louanges, Roger le pur, Roger Mortimer le second, dénommé seigneur de Wigmore par ceux qui lui furent chers. De son vivant, tout le Pays de Galles craignit son pouvoir, donné comme présent, le Pays de Galles resta sien. »

## Famille et descendance
En 1247, il épousa Mathilde de Briouze († 1300/01), fille de Guillaume (V) de Briouze († 1230), lord de Radnor, Brecon et Abergavenny ; et d'Eva le Maréchal. Ils eurent pour descendance connue :
- Ralf (III) († 10 août 1274), chevalier, shérif du Shropshire et du Staffordshire durant la régence de son père. Meurt sans descendance ;
- Edmond (I) Mortimer († 1304), 2e baron Mortimer de Wigmore, épousa Marguerite de Fiennes. Père de Roger (V) Mortimer. Il était initialement destiné à une carrière ecclésiastique ;
- Margaret († 1297), épousa Robert de Vere (1257-1331), 6e comte d'Oxford ;
- Isabelle († 1292), épousa John (III) FitzAlan († 1272/73). Elle est mère de Richard FitzAlan, 1er comte d'Arundel. Elle aurait ensuite épousé Ralph d'Arderne puis Robert de Hastang[3] ;
- Roger Mortimer (v. 1256-1326), 1er baron Mortimer de Chirk ;
- Guillaume  († avant juin 1297), chevalier, fut ôtage pour son père en 1264. Il épousa Hawise, fille et héritière de Robert de Mucegros. Meurt sans descendance.

### Sources
- J. J. Crump, « Mortimer, Roger (III) de, lord of Wigmore (1231–1282) », Oxford Dictionary of National Biography, Oxford University Press, 2004. DOI 10.1093/ref:odnb/19352.